# Sendraž
Sendraž (deutsch Sendrasch) ist eine Gemeinde in Tschechien. Sie liegt fünf Kilometer nordöstlich von Nové Město nad Metují (Neustadt an der Mettau) und gehört zum Okres Náchod.

## Geographie

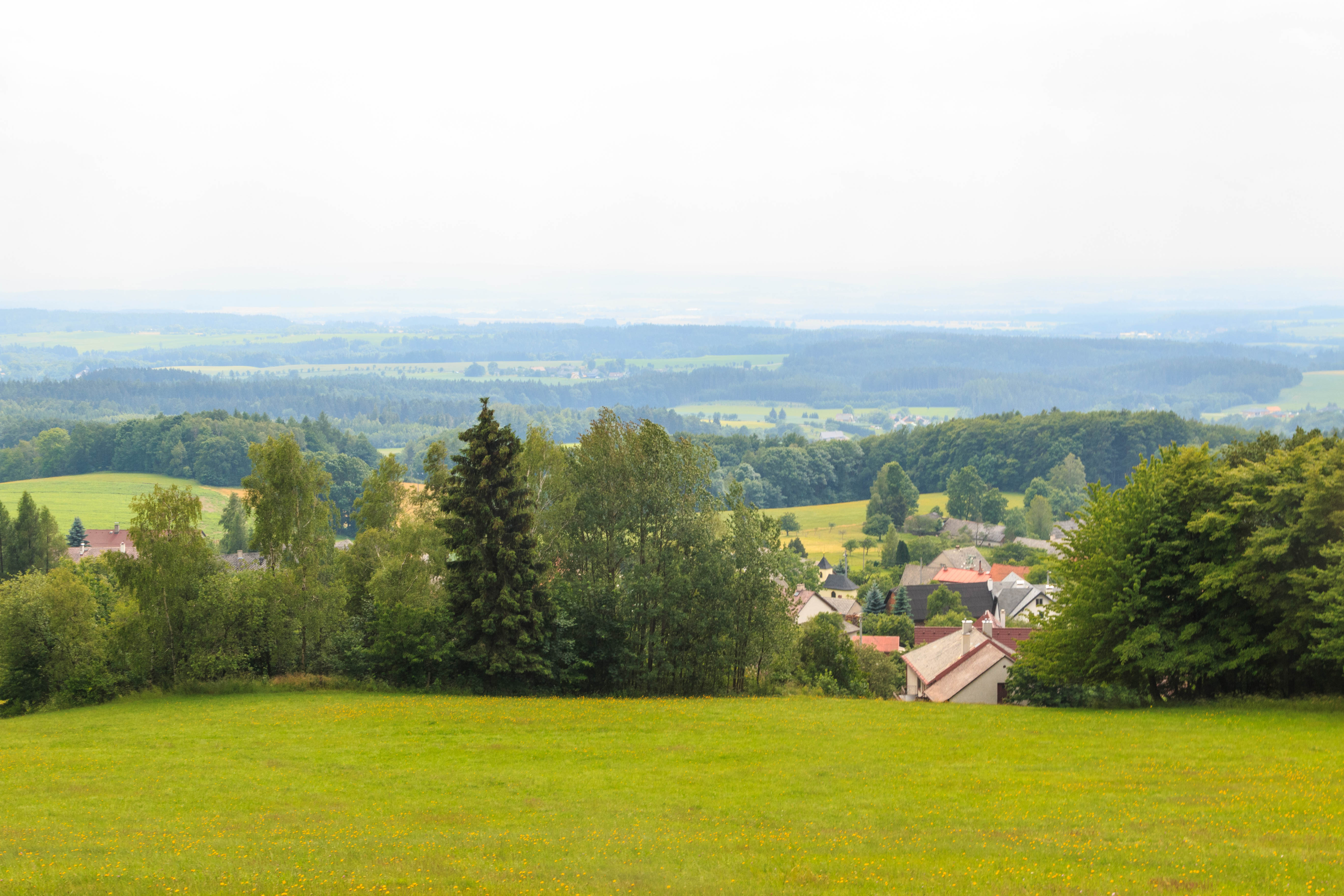
Sendraž

Sendraž befindet sich linksseitig über der Einmündung der Olešenka in die Metuje (Mettau) in den nordwestlichen Ausläufern des Adlergebirges, am Westhang des Berges Sendražský kopec (618 m). Südöstlich liegt über dem Tal der Olešenka die Burgruine Frymburk.
Nachbarorte sind Jizbice im Norden, Česká Čermná und Borová im Nordosten, Krahulčí im Osten, Doly, Nový Hrádek und Mezilesí im Südosten, Libchyně im Süden, Nouzín und Jestřebí im Südwesten, Přibyslav im Westen sowie Lipí im Nordwesten.

## Geschichte
Der Sendražský kopec diente früher als eine Landeswarte. Im 12. Jahrhundert soll eine dem Geschlecht Sendražský gehörende Feste entstanden sein, um die das heutige Dorf angelegt wurde. Im Jahre 1338 wurde Sendraž durch ein Feuer vollständig zerstört. Durch den Besitzer Zbyšek Sendražský wurde den Bewohnern kostenlos Zimmerholz für neue Chaluppen überlassen. Dessen Sohn Ješek Sendražský musste Feste und Gut wegen Überschuldung an die Burgherrschaft Krčín abtreten, mit der es 1501 an die Herrschaft Nové Město nad Metují gelangte. Am 30. August 1403 beteiligten sich die Untertanen in Sendraž und Mezilesí an der Errichtung eines Gedenkaltars für Beneš Silný von Dubá in der Náchoder Laurentiuskirche. Nachdem die Feste 1546 niederbrannte, blieb sie wüst. Nach dem Tod des Johann von Pernstein gelangte Sendraž an die Herrschaft Nachod, mit der es bis zur Aufhebung der Patrimonialherrschaften im Jahre 1848 verbunden blieb.
Bei der Gebietsreform von 1960 wurden Libchyně (Libchin) und Jestřebí eingemeindet. Beide Orte lösten sich 1990 wieder los.

## Gemeindegliederung
Für die Gemeinde Sendraž sind keine Ortsteile ausgewiesen.

## Sehenswürdigkeiten
- Kapelle
- Gezimmerte Chaluppen
- Bartoňova útulna an der Einmündung der Olešenka in die Mettau; die Ausflugsgaststätte in Volksbauweise wurde zwischen 1909 und 1912 im Auftrag von Josef Bartoň-Dobenín durch den Architekten Dušan Jurkovič aus einer alten Mühle umgestaltet.
- Naturreservat Peklo